# Honey I'm Home (band)
Honey I'm Home is een shoegaze band uit Amsterdam, opgericht door zangeres en gitariste Sofie Ooteman (Marathon), zanger en gitarist Thom Schotanus (Jagd), drummer Jasper Meurs (WIES en Banji), gitarist en toetsenist Hugo de Groot en bassiste Evelien Keesmaat.

## Biografie
De band bestaat sinds 2024, en heeft in korte tijd na oprichten in voorprogramma's gespeeld voor Hotline TNT en in Berlijn voor Goat Girl en The Buoys. Daarnaast heeft de band twee keer door Engeland getourd, waarvan de laatste keer in december 2024, en in Parijs gespeeld.
Nog voordat er muziek uit was is de band getekend bij FKP Scorpio, een van de grootste concertorganisatoren in Duitsland, en bij Resort Management waar ook artiesten zoals Jacco Gardner, De Jeugd van Tegenwoordig, Hang Youth en Ploegendienst zitten.
Op 12 maart 2025 kondigde de band hun eerst single 'Wishful Thinking' aan op Instagram.

## Discografie

### Singles
| Jaar | Titel            |
| ---- | ---------------- |
| 2025 | Wishful Thinking |